# Лопаре
Лопаре је градско насеље и сједиште истоимене општине у сјевероисточном дијелу Републике Српске, БиХ. Према прелиминарним подацима пописа становништва 2013. године, у насељеном мјесту Лопаре укупно је пописано 2.387 лица.

## Географија
Лопаре се налазе у предјелу где планина Мајевица прелази са својих висова ка равници, Семберији и Посавини. Лопаре су одувек биле центар тог дијела Подмајевице.

## Историја
Назив Лопаре потиче, по легенди, од древног лопара, дрвене алатке сличне лопати за стављање теста у пекару и вађење хлеба, које је некада у овом мјесту израђивао познати мајстор. По другој легенди, Лопаре су добиле име по становницима који су овдје живјели и често се тукли, што се у жаргону каже „лопали“.
О прошлости Лопара не може се са сигурношћу говорити. Први подаци о насељу потичу из друге половине осамнаестог века, јер су ове били конаци, а грађени су на раскрсници путева и служили за одмарање трговачких и других каравана. Подручје око ријеке Гњице се почиње ширити, ствара се њена долина, што је било повољно за развој домаћинстава на овом простору.
Остаци надгробних споменика босанских јеретика (како су их историчари називали: богумила) су веома присутни на подручју општине. Највише их је (чак 30) на тромеђи између Тобута, Лабуцке и Вукосаваца. Према археолошким налазима, тврди се да је у овом крају било и илирско насеље, још пре 2.600 година, што одговара средњем гвозденом добу.
Почетак комуналне изградње везује се за период аустроугарске владавине (1878—1918) када је изграђена зграда данашњег општинског суда (раније је то била жандармеријска станица) и оба пута који везују Лопаре са сусједним општинама.
Рат у Босни и Херцеговини се у овим дјелу ратишта водио жестоко, најтеже су биле борбе 1995. попут офанзиве на Мајевици.

## Становништво
|             | 2013.          | 1991.          | 1981.        | 1971.        |
| Укупно      | 2 447 (100,0%) | 1 720 (100,0%) | 966 (100,0%) | 692 (100,0%) |
| Срби        | 2 412 (98,57%) | 1 417 (82,38%) | 667 (69,05%) | 556 (80,35%) |
| Хрвати      | 14 (0,572%)    | 17 (0,988%)    | 11 (1,139%)  | 23 (3,324%)  |
| Непознато   | 6 (0,245%)     | –              | –            | –            |
| Југословени | 5 (0,204%)     | 134 (7,791%)   | 190 (19,67%) | 1 (0,145%)   |
| Црногорци   | 3 (0,123%)     | –              | 17 (1,760%)  | 6 (0,867%)   |
| Бошњаци     | 2 (0,082%)     | 114 (6,628%)1  | 75 (7,764%)1 | 95 (13,73%)1 |
| Неизјашњени | 2 (0,082%)     | –              | –            | –            |
| Остали      | 2 (0,082%)     | 38 (2,209%)    | –            | 3 (0,434%)   |
| Македонци   | 1 (0,041%)     | –              | 2 (0,207%)   | 1 (0,145%)   |
| Албанци     | –              | –              | 4 (0,414%)   | 5 (0,723%)   |
| Мађари      | –              | –              | –            | 2 (0,289%)   |

1. 1 На пописима од 1971. до 1991. Бошњаци су пописивани углавном као Муслимани.

## Знамените личности
- Цвијетин Благојевић српски и југословенски фудбалер и тренер.
- Миле Илић, српски кошаркаш.
- Радивоје Керовић, четнички војвода.
- Радивоје Керовић, српски књижевник, ванредни професор Филозофског факултета Универзитета у Бањалуци.
- Цвијетин Мијатовић, учесник Народноослободилачке борбе и члан Председништва СФРЈ (1980—1981).
- Јово Радовановић Јоваш, учесник Народноослободилачке борбе, мајор ЈНА и народни херој Југославије.